# Penk (Nittendorf)
Penk ist ein Dorf und Ortsteil von Nittendorf im bayerischen Landkreis Regensburg.

## Geschichte
Penk wurde erstmals im Jahre 1285 erwähnt. Die Wehrkirche St. Leonhard wurde zwischen 1200 und 1250 im romanischen Stil erbaut. Ihr Äußeres ähnelt mehr einer Burg. Der mächtige Turm hat 80 Zentimeter dicke Mauern und besitzt mehrere Schartenfenster. Bis 1321 gehörte sie zum Schloss Löwenegg, danach bis zu dessen Säkularisation 1803 zum Kloster Pielenhofen. Die Burg Löwenegg mit Vorburg lag ca. 500 Meter südlich von Penk auf einem Felssporn. Sie ist zwischen 1312 und 1316 auf Befehl Ludwigs des Bayern zerstört worden, Anlass war die Fehde zwischen den Löweneggern und dem Kloster Pielenhofen, da die Löwenegger als verarmte Raubritter den Handelsverkehr zwischen dem Kloster und der Reichsstadt Regensburg durch Überfälle mehrfach behinderten. Heute sind nur noch einige Mauerreste vom Bergfried und der Burggraben erhalten. Direkt am ehemaligen Burgeingang steht seit 2008 eine Informationstafel zur Geschichte der Burganlage.
Der Sage nach soll zwischen der Burg und der etwa 600 m östlich gelegenen „Räuberhöhle“ oder „Hohes Haus“ ein Geheimgang im Fels existiert haben. Wahr ist, dass sich direkt über der Höhle, auf der höchsten nordöstlichen Erhebung des Berges, ein Wachturm der Löwenegger zur Kontrolle des Naabtales befand. Vom Turm sind noch renovierte, bis zu einem Meter hohe Mauern vorhanden.
Heute ist der Ort Penk ein beliebtes Ausflugsziel der Großstädter aus Regensburg, da sich dort eine bekannte Wirtschaft mit Biergarten und eine Firma für Wohn- und Kunstartikel befinden.
Penk war ein Ortsteil der Gemeinde Etterzhausen und wurde mit dieser am 1. Juli 1972 ein Gemeindeteil von Nittendorf (Gebietsreform in Bayern).